# Дмитраш, Елена Николаевна
Елена (Алёна) Николаевна Дмитраш (род. 1 декабря 1991 года в Белой Церкви) — украинская спортсменка, художественная гимнастка. Многократный призёр летних Универсиад, участница Олимпийских игр 2008, 2012 и 2016 годов.

## Спортивная карьера
На летней Универсиаде в Казани Елена выступала в трёх групповых дисциплинах вместе с Евгенией Гомон, Александрой Гридасовой, Валерией Гудым, Светланой Прокоповой и Викторией Мазур, спортсменки завоевали серебряную и две бронзовые награды.
Серебро они завоевали в командном многоборье, набрав 32,599 балла, первое место завоевали россиянки с результатом 35,100.
Ещё две бронзовые медали Елена со своей командой завоевала в групповых упражнениях с десятью булавами (16,533), а также с тремя мячами и двумя лентами (16,200).
На чемпионате мира в Киеве, который проходил с 28 августа по 1 сентября 2013 года, Елена выступала в трёх дисциплинах и завоевала бронзовую медаль в групповом упражнении с десятью булавами вместе с Викторией Мазур, Евгенией Гомон, Викторией Шинкаренко, Светланой Прокоповой и Валерией Гудым. Украинки успешно преодолели квалификацию (пятое место), сумев попасть в число восьми команд, которые в финале разыгрывали медали чемпионата мира. Показанная в финале композиция принесла украинкам 17,208 баллов и третье место. Золото выиграла сборная Испании (17,350), серебро у итальянок (17,300).
В упражнении с тремя мячами и двумя лентами украинская команда провалила выступление, показав 21-й результат среди 29 сборных. Вместе с пятым местом в квалификации в упражнении с десятью булавами в итоге украинские гимнастки заняли 15-е место.
На летней Универсиаде в Кванджу Елена Дмитраш в составе сборной Украины (вместе с Валерией Гудым, Александрой Гридасовой, Евгенией Гомон и Анастасией Мульминой) завоевала золото в командных упражнениях с булавами и обручами и серебро — в командных упражнениях с лентами и в командном многоборье.
Участвовала в Олимпиаде 2016 года в Рио-де-Жанейро, где в финале группового многоборья заняла седьмое место.